# 阿斯隆 (加利福尼亞州)
阿斯隆（英語：Athlone）是位於美國加利福尼亞州默塞德縣的一個非建制地區。該地的面積和人口皆未知。

## 地理
阿斯隆的座標為37°12′29″N 120°21′29″W / 37.20806°N 120.35806°W，而該地的平均海拔高度為63米（即207英尺）。